# Sri-lankische Cricket-Nationalmannschaft in Südafrika in der Saison 2011/12
Die Tour der sri-lankischen Cricket-Nationalmannschaft nach Südafrika in der Saison 2011/12 fand vom 15. Dezember 2011 bis zum 22. Januar 2012 statt. Die internationale Cricket-Tour war Bestandteil der Internationalen Cricket-Saison 2011/12 und umfasste drei Tests und fünf ODIs. Südafrika gewann die Test-Serie 2–1 und die ODI-Serie 3–2.

## Vorgeschichte
Südafrika spielte zuvor eine Tour gegen Australien, Sri Lanka gegen Pakistan. Die letzte Tour der beiden Mannschaften gegeneinander fand in der Saison 2006 in Sri Lanka statt.

## Stadien
Die folgenden Stadien wurden für die Tour als Austragungsort vorgesehen und am 6. Mai 2011 festgelegt.
| Stadion                  | Stadt        | Kapazität | Spiele  |
| ------------------------ | ------------ | --------- | ------- |
| Chevrolet Park           | Bloemfontein | 20.000    | 3. ODI  |
| Centurion Park           | Centurion    | 22.000    | 1. Test |
| Sahara Stadium Kingsmead | Durban       | 25.000    | 2. Test |
| Buffalo Park             | East London  | 20.000    | 4. ODI  |
| Newlands Cricket Ground  | Kapstadt     | 25.000    | 3. Test |
| De Beers Diamond Oval    | Kimberley    | 11.000    | 2. ODI  |
| Boland Park              | Paarl        | 10.000    | 1. ODI  |
| Wanderers Stadium        | Johannesburg | 34.000    | 5. ODI  |

## Kaderlisten
Sri Lanka benannte seinen Test-Kader am 22. November 2011 und seinen ODI-Kader am 3. Januar 2012.
Südafrika benannte seinen Test-Kader am 6. Dezember und seinen ODI-Kader am 30. Dezember 2011.
| Test | Test | ODI | ODI |
| Südafrika | Sri Lanka | Südafrika | Sri Lanka |
| --- | --- | --- | --- |
| - Graeme Smith (K) - AB de Villiers - Hashim Amla - Mark Boucher (wk) - Dale Steyn - Marchant de Lange - Imran Tahir - Jacques Kallis - Morné Morkel - Alviro Petersen - Vernon Philander - Ashwell Prince - Jacques Rudolph | - Tillakaratne Dilshan (K) - Angelo Mathews - Dinesh Chandimal (wk) - Nuwan Pradeep - Dilhara Fernando - Rangana Herath - Mahela Jayawardene - Dimuth Karunaratne - Ajantha Mendis - Tharanga Paranavitana - Thisara Perera - Thilan Samaraweera - Kumar Sangakkara - Kaushal Silva - Lahiru Thirimanne - Chanaka Welegedara - Suranga Lakmal | - AB de Villiers (K & wk) - Hashim Amla (VK) - Johan Botha - JP Duminy - Faf du Plessis - Jacques Kallis - Rory Kleinveldt - Albie Morkel - Morné Morkel - Wayne Parnell - Robin Peterson - Graeme Smith - Dale Steyn - Lonwabo Tsotsobe | - Tillakaratne Dilshan (K) - Angelo Mathews (VK) - Dinesh Chandimal - Dilhara Fernando - Rangana Herath - Mahela Jayawardene - Kosala Kulasekara - Nuwan Kulasekara - Lasith Malinga - Ajantha Mendis - Thisara Perera - Dhammika Prasad - Kumar Sangakkara (wk) - Upul Tharanga - Lahiru Thirimanne |

## Tour Matches
| 9. – 11. Oktober Scorecard | Benoni | South African Invitation XI 357 (97) | – | Sri Lankans 207-3 (52.3) |
|                            |        | Remis                                |   |                          |

| 11. Januar Scorecard | Brackenfell | Sri Lankans 296-9 (50)          | – | Emerging Cape Cobras 218 (47.4) |
|                      |             | Sri Lankans gewinnt mit 78 Runs |   |                                 |

## Tests

### Erster Test in Centurion
| 15. – 19. Dezember Scorecard | Centurion | Sri Lankans 180 (47.4) & 150 (39.1)             | – | Südafrika 411 (122) |
|                              |           | Südafrika gewinnt mit einem Innings und 81 Runs |   |                     |

### Zweiter Test in Durban
| 26. – 30. Dezember Scorecard | Durban (SSK) | Sri Lanka 338 (108.2) & 279 (78.2) | – | Südafrika 168 (54.4) & 241 (87.1) |
|                              |              | Sri Lanka gewinnt mit 208 Runs     |   |                                   |

### Dritter Test in Kapstadt
| 3. – 7. Januar Scorecard | Kapstadt | Südafrika 580-4d (139) & 2-0 (0.1) | – | Sri Lanka 239 (73.5) & 342 (107.5) (f/o) |
|                          |          | Südafrika gewinnt mit 10 Wickets   |   |                                          |

Für Südafrika war dies der erste Gewinn einer Test-Serie seit 2008.

## One-Day Internationals

### Erstes ODI in Paarl
| 11. Januar Scorecard | Paarl | Südafrika 318-8 (50)           | – | Sri Lanka 43 (20.1) |
|                      |       | Südafrika gewinnt mit 258 Runs |   |                     |

### Zweites ODI in East London
| 14. Januar Scorecard | East London | Sri Lanka 236-6 (50)            | – | Südafrika 237-5 (48.4) |
|                      |             | Südafrika gewinnt mit 5 Wickets |   |                        |

### Drittes ODI in Bloemfontein
| 17. Januar Scorecard | Bloemfontein | Sri Lanka 266-9 (50)                      | – | Südafrika 179-5 (34/34) |
|                      |              | Südafrika gewinnt mit 4 Runs (D/L method) |   |                         |

### Viertes ODI in Kimberley
| 20. Januar Scorecard | Kimberley | Südafrika 299-7 (50)            | – | Sri Lanka 304-5 (48.4) |
|                      |           | Sri Lanka gewinnt mit 5 Wickets |   |                        |

### Fünftes ODI in Johannesburg
| 22. Januar Scorecard | Johannesburg | Südafrika 312-4 (50)            | – | Sri Lanka 314-5 (49.5) |
|                      |              | Sri Lanka gewinnt mit 2 Wickets |   |                        |

## Statistiken
Die folgenden Cricketstatistiken wurden bei dieser Tour erzielt.
| Tests              | Tests      | Tests   | Tests   | Tests   | Tests   | Tests   | Tests   | Tests   |
| Batting            | Batting    | Batting | Batting | Batting | Batting | Batting | Batting | Batting |
| Spieler            | Mannschaft | Spiele  | Innings | Runs    | Average | HS      | 100s    | 50s     |
| ------------------ | ---------- | ------- | ------- | ------- | ------- | ------- | ------- | ------- |
| AB de Villiers     | Südafrika  | 3       | 4       | 353     | 117,66  | 160*    | 1       | 2       |
| Thilan Samaraweera | Sri Lanka  | 3       | 6       | 339     | 67,80   | 115*    | 2       | 0       |
| Jacques Kallis     | Südafrika  | 3       | 4       | 255     | 63,75   | 224     | 1       | 0       |
| Kumar Sangakkara   | Sri Lanka  | 3       | 6       | 180     | 30,00   | 108     | 1       | 0       |
| Dinesh Chandimal   | Sri Lanka  | 2       | 4       | 148     | 37,00   | 58      | 0       | 2       |
| Bowling            |            |         |         |         |         |         |         |         |
| Spieler            | Mannschaft | Spiele  | Overs   | Wickets | Average | BBI     | 5W      | 10W     |
| Vernon Philander   | Südafrika  | 2       | 63.1    | 16      | 12,62   | 5/49    | 2       | 1       |
| Dale Steyn         | Südafrika  | 3       | 103.4   | 14      | 21,57   | 5/73    | 1       | 0       |
| Rangana Herath     | Sri Lanka  | 3       | 115.3   | 10      | 27,70   | 5/79    | 1       | 0       |
| Imran Tahir        | Südafrika  | 3       | 111     | 10      | 36,20   | 3/106   | 0       | 0       |
| Chanaka Welegedara | Sri Lanka  | 3       | 92.4    | 9       | 32,00   | 5/52    | 1       | 0       |

| ODIs             | ODIs       | ODIs    | ODIs    | ODIs    | ODIs    | ODIs    | ODIs    | ODIs    |
| Batting          | Batting    | Batting | Batting | Batting | Batting | Batting | Batting | Batting |
| Spieler          | Mannschaft | Spiele  | Innings | Runs    | Average | HS      | 100s    | 50s     |
| ---------------- | ---------- | ------- | ------- | ------- | ------- | ------- | ------- | ------- |
| AB de Villiers   | Südafrika  | 5       | 5       | 329     | 109,66  | 125*    | 1       | 2       |
| Graeme Smith     | Südafrika  | 5       | 5       | 229     | 45,80   | 125     | 1       | 1       |
| Dinesh Chandimal | Sri Lanka  | 5       | 5       | 211     | 52,75   | 92*     | 0       | 2       |
| Kumar Sangakkara | Sri Lanka  | 5       | 5       | 179     | 35,80   | 102     | 1       | 0       |
| Upul Tharanga    | Sri Lanka  | 5       | 5       | 176     | 35,20   | 66      | 0       | 2       |
| Bowling          |            |         |         |         |         |         |         |         |
| Spieler          | Mannschaft | Spiele  | Overs   | Wickets | Average | BBI     | 5W      | 10W     |
| Lonwabo Tsotsobe | Südafrika  | 5       | 43      | 11      | 18,81   | 3/19    | 0       | 0       |
| Lasith Malinga   | Sri Lanka  | 5       | 45      | 11      | 22,54   | 5/54    | 1       | 0       |
| Morné Morkel     | Südafrika  | 5       | 41.1    | 8       | 25,75   | 4/10    | 0       | 0       |
| Robin Peterson   | Südafrika  | 5       | 36      | 6       | 29,83   | 2/5     | 0       | 0       |
| Dhammika Prasad  | Sri Lanka  | 2       | 15      | 3       | 28,00   | 3/46    | 0       | 0       |
| Dale Steyn       | Südafrika  | 3       | 22      | 3       | 38,66   | 1/7     | 0       | 0       |
| JP Duminy        | Südafrika  | 5       | 22.3    | 3       | 44,33   | 2/44    | 0       | 0       |

## Player of the Series
Als Player of the Series wurden die folgenden Spieler ausgezeichnet.
| Serie | Player of the Series |
| ----- | -------------------- |
| Test  | AB de Villiers       |
| ODI   | AB de Villiers       |

### Player of the Match
Als Player of the Match wurden die folgenden Spieler ausgezeichnet.
| Spiel   | Player of the Match |
| ------- | ------------------- |
| 1. Test | Vernon Philander    |
| 2. Test | Rangana Herath      |
| 3. Test | Jacques Kallis      |
| 1. ODI  | Morné Morkel        |
| 2. ODI  | JP Duminy           |
| 3. ODI  | Faf du Plessis      |
| 4. ODI  | Thisara Perera      |
| 5. ODI  | Kumar Sangakkara    |